# Mali Telkovîci, Volodîmîreț
Mali Telkovîci (în ucraineană Малі Телковичі) este un sat în comuna Bile din raionul Volodîmîreț, regiunea Rivne, Ucraina.

## Demografie
Componența lingvistică a localității Mali Telkovîci
     Ucraineană (99,67%)
     Alte limbi (0,33%)
Conform recensământului din 2001, majoritatea populației localității Mali Telkovîci era vorbitoare de ucraineană (99,67%), existând în minoritate și vorbitori de alte limbi.